# Анетта Киз
Анетта Киз (англ. Anetta Keys, настоящее имя Анета Шмрхова (чеш. Aneta Šmrhová); род. 18 ноября 1983, Кршивоклат, Раковник, Чехословакия) — чешская порноактриса и модель ню.

## Биография
Анетта родилась в городе Кршивоклате (Чехословакия). В 18 лет дебютировала в Интернете как фотомодель. Сниматься в порнофильмах начала в 2001 году.
Снималась для журналов Hustler, Penthouse, чешской версии журнала Playboy (девушка января 2004 года) и других.
В 2004 году снялась в эпизодической роли в американской комедии «Евротур».
Участница бодиарт-фотосессии по случаю чемпионата мира по футболу 2010 (сборная Мексики).

## Фильмография
- 2004 — Евротур
- 2014 — Во имя короля 3